# Лепљиви пудинг од карамеле
Лепљиви пудинг од карамеле, познат као лепљиви пудинг од урми у Аустралији  и на Новом Зеланду, је британски десерт који се састоји од влажног бисквита преливеног сосом од карамеле, који се често служи са кремом од ваниле или сладоледом од ваниле.  Широко се служи у северозападној Енглеској, где је кулинарски симбол. 

## Композиција
Лепљиви пудинг од карамеле има две битне компоненте, бисквит и карамела сос. Први је влажни бисквит који садржи ситно сецкане урме. Бисквит је обично лаган, ближи је конзистенцији мафина и често је лагано зачињен орасима или зачинима као што су каранфилић.  Карамела сос се обично прави од дупле павлаке и различитих тамних шећера.
Лепљиви пудинг од карамеле најчешће се сервира са кремом или сладоледом од ваниле, а укус ваниле употпуњује богатије укусе пудинга.

## Порекло
Порекло лепљивог пудинга од карамеле је спорно. Власници пабова, укључујући Gait Inn у Милингтону, Источни Рајдинг у Јоркширу (затражено до 1907.) и Udny Arms Hotel у Њубургу, Абердиншир (1960-их), тврде да су га измислили. 
Пудинг су популаризирали 1970-их Френсис Колсон и Роберт Ли, који су га развили и послужили у хотелу у Камбрији.  Критичар хране Сајмон Хопкинсон рекао је да му је Колсон рекао да је рецепт добио од Патрише Мартин из Клотона у Ланкаширу  и да га је Мартин добио од официра канадских ваздухопловних снага који су боравили у њеном хотелу током Другог светског рата. 
Верзију за загревање, било у рерни или микроталасној, развили су 1989. власници Village Shop-а у Картмелу у Камбрији.  Њихово јело постало је популарно, а до касних 1990-их се продавало у супермаркетима широм Велике Британије. Јело је сада широко доступно од више произвођача за печење код куће. 